# Estilo arquitetónico
Estilo arquitetónico (português europeu) ou estilo arquitetônico (português brasileiro) é uma expressão utilizada com o fim de classificar períodos da história da arquitetura de acordo com suas caraterísticas formais, técnicas e materiais. É um conjunto de características que tornam um edifício ou outra estrutura notável ou historicamente identificável.

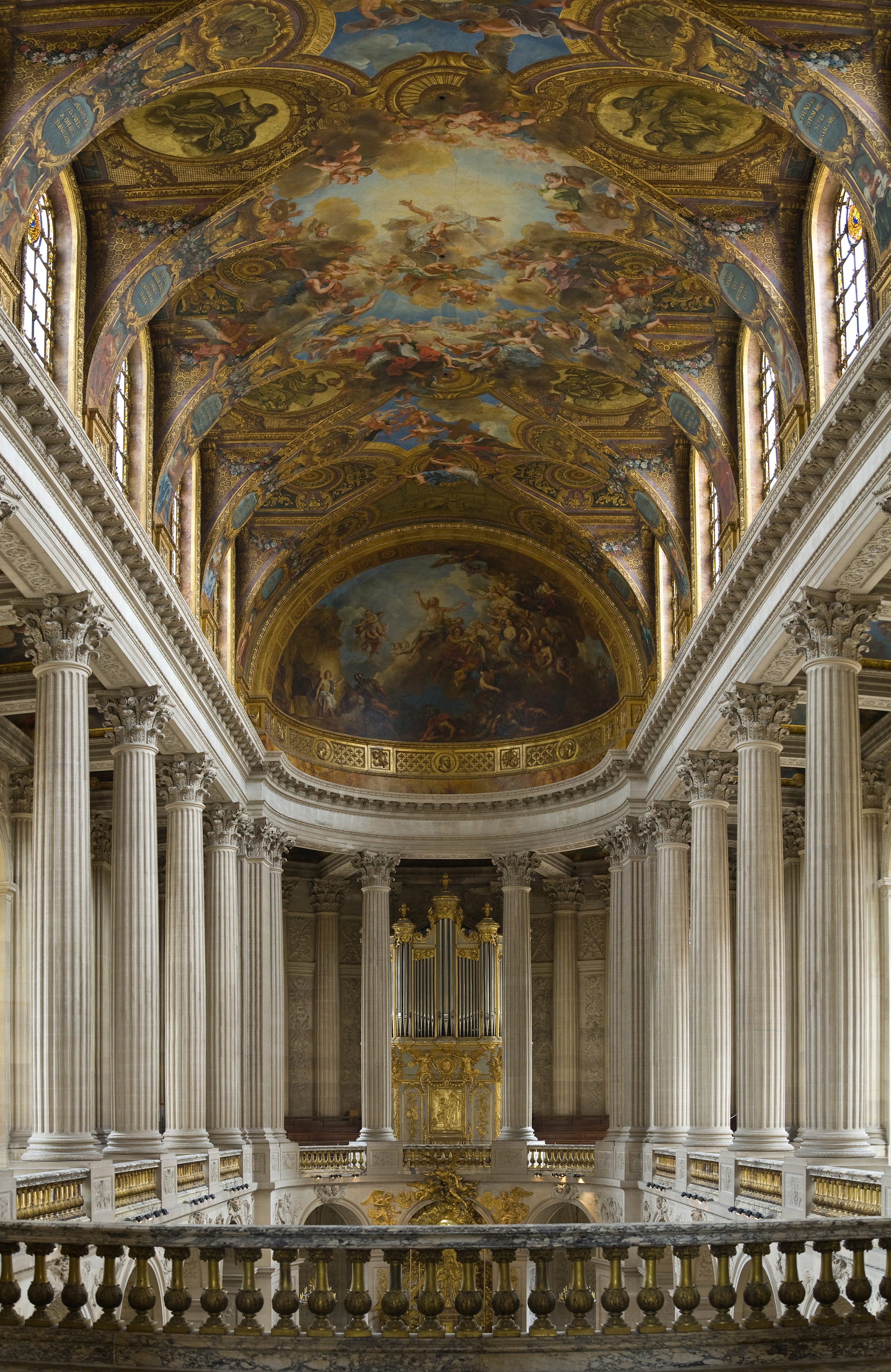
Capela de Versailles vista da tribune royale, um exemplo notável do Barroco francês.

Este esforço de classificação tem, por vezes, resultados um pouco arbitrários: é, no entanto, unânime a consideração de que existem caraterísticas comuns nas obras de arquitetos de tenham trabalhado na mesma época, na mesma região geográfica ou, simplesmente, quando têm conhecimento dos trabalhos desenvolvidos pelos outros – as chamadas “influências” na obra individual de cada criador. Professor Fernando Araújo de Camargo.
É uma subclasse de estilo dentro das artes visuais em geral, e a maioria dos estilos arquitetónicos está intimamente relacionada com um estilo artístico contemporâneo mais amplo. Um estilo pode incluir elementos como a forma, o método e materiais de construção e o carácter regional. A maior parte da arquitetura pode ser classificada dentro de uma cronologia de estilos que muda ao longo do tempo, refletindo mudanças de moda, crenças e religiões, ou o surgimento de novas ideias, tecnologias ou materiais que tornam possíveis novos estilos.
Os estilos surgem, portanto, da história de uma sociedade. Estão documentados no campo da história da arquitetura. Vários estilos podem estar na moda a qualquer momento, e quando um estilo muda, geralmente isso acontece gradualmente, à medida que os arquitetos aprendem e se adaptam a novas ideias. O novo estilo é, por vezes, apenas uma rebelião contra um estilo existente, como o pós-modernismo ("depois da modernismo"), que no século XXI encontrou a sua própria linguagem e se dividiu numa série de estilos que adquiriram outros nomes.
Os estilos arquitetónicos espalham-se frequentemente para outros lugares, pelo que o estilo de origem continua a desenvolver-se de novas formas, enquanto outros países continuam com o seu próprio toque. Por exemplo, as ideias do Renascimento surgiram em Itália por volta de 1425 e espalharam-se pela Europa nos 200 anos seguintes, com os Renascimentos francês, alemão, inglês e espanhol a exibirem o mesmo estilo, mas com características únicas. Um estilo arquitetónico pode também espalhar-se através do colonialismo, seja por colónias estrangeiras aprendendo com o seu país de origem ou por colonos que se mudam para uma nova terra. Um exemplo são as missões espanholas na Califórnia, lideradas por padres espanhóis no final do século XVIII e construídas num estilo único.
Depois de um estilo arquitetónico sair de moda, podem ocorrer ressurgimentos e reinterpretações. Por exemplo, o classicismo foi revivido muitas vezes e encontrou nova vida como neoclassicismo. Cada vez que é revivido, é diferente. O estilo da Missão Espanhola foi revivido 100 anos mais tarde como Estilo do Reavivamento Missionário, que rapidamente evoluiu para o Estilo do Reavivamento Missionário.
A arquitetura vernacular é considerada separadamente. Uma vez que a arquitetura vernacular é melhor entendida como uma sugestão cultural, escrita em termos amplos (tal como uma teoria e um processo, e não uma coisa em si), pode tecnicamente abranger todos os estilos arquitetónicos, ou nenhum. Em si mesma, a arquitetura vernacular não é um estilo.

## História
A construção de esquemas de estilos de época na arte e arquitetura históricas foi uma das principais preocupações dos estudiosos do século XIX no campo da história da arte, que inicialmente era maioritariamente de língua alemã. Escritores importantes sobre a ampla teoria do estilo incluem Carl Friedrich von Rumohr, Gottfried Semper e Alois Riegl no seu Stilfragen de 1893, com Heinrich Wölfflin e Paul Frankl a continuar o debate no século XX.  Paul Jacobsthal e Josef Strzygowski estão entre os historiadores de arte que seguiram Riegl na proposta de grandes esquemas que traçam a transmissão de elementos de estilos através de grandes intervalos de tempo e espaço. Este tipo de história da arte é também conhecido por formalismo, ou o estudo das formas na arte.
Semper, Wölfflin e Frankl, e mais tarde Ackerman, tinham antecedentes na história da arquitetura e, como muitos outros termos para estilos de época, "Românico" e "Gótico" foram inicialmente cunhados para descrever estilos arquitetónicos, nos quais ocorreram mudanças significativas, mas eram mais claros e fáceis de definir, especialmente porque o estilo na arquitetura é mais fácil de replicar seguindo um conjunto de regras do que o estilo nas artes figurativas, como a pintura. Termos que tiveram origem para descrever períodos arquitetónicos foram frequentemente aplicados posteriormente a outras áreas das artes visuais e, mais amplamente, à música, à literatura e à cultura em geral.  Em arquitectura, a mudança estilística ocorre geralmente e é possível graças à descoberta de novas técnicas ou materiais, desde a abóbada de cruzaria gótica até à construção moderna em metal e betão armado. Uma área importante de debate tanto na história da arte quanto na arqueologia tem sido até que ponto a mudança estilística em outros campos, como pintura ou cerâmica, também é uma resposta a novas possibilidades técnicas, ou tem seu próprio ímpeto para se desenvolver (o kunstwollen de Riegl), ou mudanças em resposta a fatores sociais e econômicos que afetam o patrocínio e as condições do artista, como o pensamento atual tende a enfatizar, usando versões menos rígidas da história da arte marxista.
Embora o estilo estivesse bem estabelecido como componente central da análise histórica da arte, a sua visão como factor principal na história da arte decaiu na Segunda Guerra Mundial, à medida que outras formas de olhar para a arte se desenvolviam, e uma reacção contra a ênfase no desenvolvimento do estilo; para Svetlana Alpers, "a invocação normal do estilo na história da arte é um assunto verdadeiramente deprimente". Segundo James Elkins "no final do século XX, a crítica de estilo visava reduzir ainda mais os elementos hegelianos do conceito, mantendo-o numa forma que pudesse ser mais facilmente controlada".

### Outros artigos
- História da arquitetura

## Arquitetura

### Arquitetura antiga
- Arquitetura rupestre
- Arquitetura do Neolítico
- Arquitetura egípcia
- Arquitetura assíria
- Arquitetura babilónica
- Arquitetura etrusca
- Arquitetura minoica
- Arquitetura micênica
- Arquitetura persa
- Arquitetura suméria

## Arquitetura ocidental até ao modernismo

### Arquitetura clássica
- Ordem arquitetónica
- Arquitetura grega
  - Ordem dórica
  - Ordem jónica
  - Ordem coríntia
- Arquitetura romana
  - Ordem compósita
  - Ordem toscana
- Arquitetura paleocristã

### Arquitetura medieval

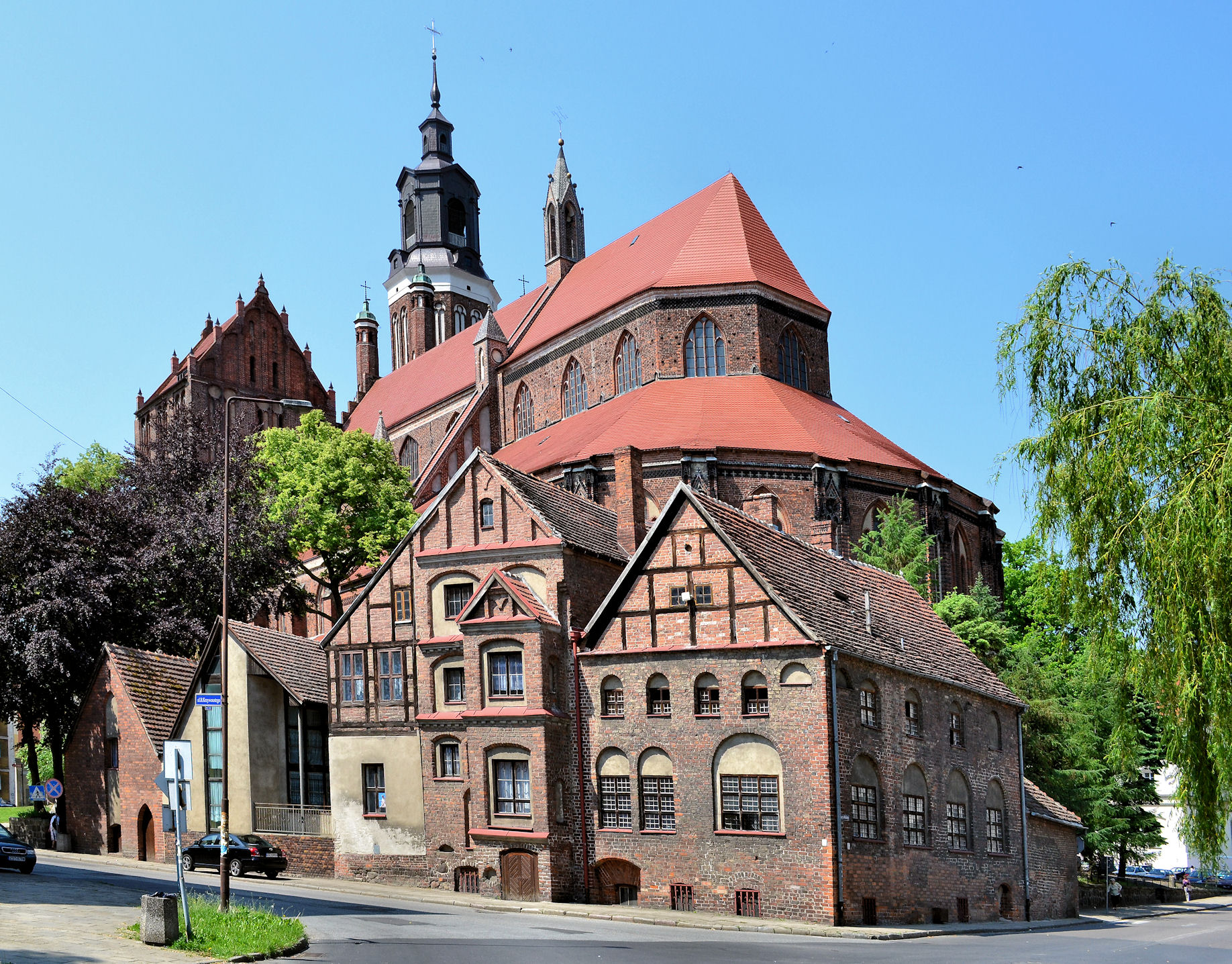
Igreja de Santa Maria - Colegiada em Stargard (Polónia), exemplos góticos na Pomerânia, século 13

- Arquitetura bizantina
- Arquitetura mourisca
- Arquitetura islâmica
- Arquitetura românica
- Arquitetura gótica
- Estilo Tudor

### Após o Renascimento
- Estilo manuelino
- Estilo barroco
- Palladianismo
- Rococó
- Estilo georgiano
- Revivalismo arquitetónico
  - Estilo Neobarroco
  - Estilo Regência
  - Estilo neoclássico
  - Estilo neogótico
  - Estilo neomanuelino
  - Estilo neobizantino
  - Estilo neorromânico
  - Estilo jacobita
- École des Beaux Arts Beaux-Arts

## Arquitetura Moderna
- Arts and Crafts
- Ecletismo
- Art Nouveau
- Dadaísmo
- Futurismo
- Construtivismo
- Arquitetura historicista
- Racionalismo italiano
- Escola de Chicago
- De Stijl
- Art Déco
- International style ou Estilo Internacional
- Brutalismo
- Arquitetura vitoriana
- Novo Formalismo (arquitetura)

## Arquitetura Pós-moderna
- Minimalismo
- Desconstrutivismo
- Biomorfismo
- Regionalismo crítico
- Paiolismo

## Arquitetura contemporânea
- Arquitetura futurista
- Arquitetura neomoderna
- Arquitetura high-tech
- Arquitetura minimalista
- Metabolismo
- Novo brutalismo
- Retrofuturismo
- Nova arquitetura clássica